# Убиство из части
Убиство из части или убиство из срамоте је облик убиства у коме особу убијају чланови сопствене уже породице или партнер, због културно условељених уверења да су таква убиства неопходна као одмазда за перципирано обешчашћење породице које је проузроковала жртва. Убиства из части су често повезана са религијом, кастом, другим облицима хијерархијске друштвене стратификације или сексуалности. Најчешће се ради о убиству жене или девојке, коју убијају мушки чланови породице, због уверења починиоца да је жртва учинила нешто нечасно или нанела срамоту породичном имену, угледу или престижу. Верује се да су убиства из части потичу из племенских обичаја.
Иако ову праксу осуђују међународне конвенције и организације за људска права, различите заједнице често оправдавају и подстичу вршење убиства из части. У случајевима када је жртва аутсајдер, одбијање да ова особа буде убијена би, у неким регионима, довело до тога да чланови породице буду оптужени за кукавичлук, недостатак морала, а затим и морално стигматизовани у оквиру сопствене заједници. У случајевима када је жртва члан породице, убиство произлази из перцепције починиоца да је жртва нанела одређену врсту срамоте или бруке породици, што би могло довести до друштвене остракизације, кршењем моралних норми заједнице. Примери су предбрачни, ванбрачни или постбрачни секс (у случају развода или удовства), одбијање склапања уговореног или принудног брака, тражење развода или раставе брака, укључивање у међуверске, међурасне односе или чак пријатељства, односе са људима из друге каста, инвалидима, бивање жртвом сексуалног злочина, ношење одређене врсте одеће, накита, или употребу предмета који су повезани са сексуалном девијацијом, упуштање у везу упркос нормала или забранама брака и хомосексуалост.
Иако су и мушкарци и жене и починиоци и жртве убистава из части, у многим заједницама усклађеност са моралним стандардима подразумева различито понашање мушкараца и жена, укључујући строже стандарде чедности за жене. У многим породицама, мотив и питање части мушкарци користе  као изговор за ограничавање права жена. Убиства из части се врше у заједницама са намером да се казне кршења друштвених, сексуалних, верских или породичних норми или хијерархије.
Убиства из части се првенствено дешавају у области Блиског истока, Магреба и по индијском потконтиненту, али су такође укорењена у другим друштвима, као што су Филипини, Северни Кавказ, Латинска Америка, Источна Африка и такође кроз историју у медитеранској Европи. Ова пракса такође преовлађују у међу припадницима дијаспоре из ових простора који живе у земљама које иначе немају друштвене норме које подстичу убиства из части. Убиства из части се често повезују са руралним и племенским подручјима, али се дешавају и у урбаним срединама.